# Uno Sōsuke

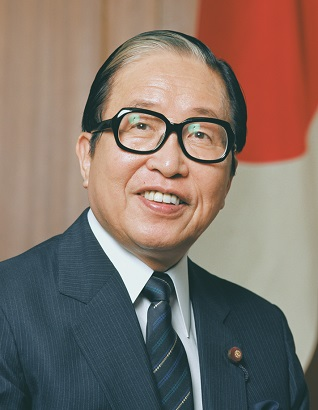
Uno Sōsuke (1989)

Uno Sōsuke (japanisch 宇野 宗佑; * 27. August 1922 in Moriyama (Shiga); † 19. Mai 1998) war ein japanischer LDP-Politiker.

## Leben und Wirken
Uno Sōsuke machte seinen Studienabschluss an der Universität Kōbe. 1960 wurde er zum ersten Mal als Kandidat der LDP in das Unterhaus des Parlaments gewählt. Von 1987 bis 1989 war er Außenminister seines Landes. Am 3. Juni 1989 wurde er als Nachfolger des wegen des Recruit-Skandals zurückgetretenen Takeshita Noboru der 47. Premierminister Japans. Bereits am 10. August 1989 trat er zurück, nachdem eine Geisha mit Details über eine Sexbeziehung in die Öffentlichkeit gegangen war und die LDP bei der Sangiin-Wahl 1989 schwere Verluste erlitten hatte, und wurde am 10. August 1989 von Kaifu Toshiki als Premierminister abgelöst.